# Кристиначе
Кристиначе (фр. Cristinacce) је насељено место у Француској у региону Корзика, у департману Јужна Корзика.
По подацима из 2011. године у општини је живело 59 становника, а густина насељености је износила 2,89 становника/km².

## Демографија
| 1962. | 1968. | 1975. | 1982. | 1990. | 2011. |
| ----- | ----- | ----- | ----- | ----- | ----- |
| 100   | 226   | 314   | 445   | 49    | 59    |